# Hold-Up - Istantanea di una rapina
Hold-Up - Istantanea di una rapina è un film del 1974 diretto da Germán Lorente.

## Trama
Robert Cunningham, ex poliziotto che ha perso la memoria durante le indagini su una rapina, vive con sua moglie Judith a Sanremo, La donna viene messa alle costole da Steve, unico gangster sopravvissuto al colpo, che è convinto che Robert sa dov'è il malloppo della rapina.

## Produzione
Il soggetto trae ispirazione da un fatto realmente accaduto nel 1972: dei rapinatori svaligiarono una banca svizzera di una ingente somma di denaro destinata alle paghe delle truppe statunitensi in Vietnam; tre agenti dell'FBI perirono nello scontro a fuoco coi rapinatori.
Il film fu girato tra Roma, Sanremo, Cannes, Madrid e Malaga.
Le scene acrobatiche sono state fatte da Rémy Julienne e la sua équipe.

## Accoglienza

### Critica
(Mirella Acconciamessa)
(Achille Valdata)